# Digital Satellite News Gathering

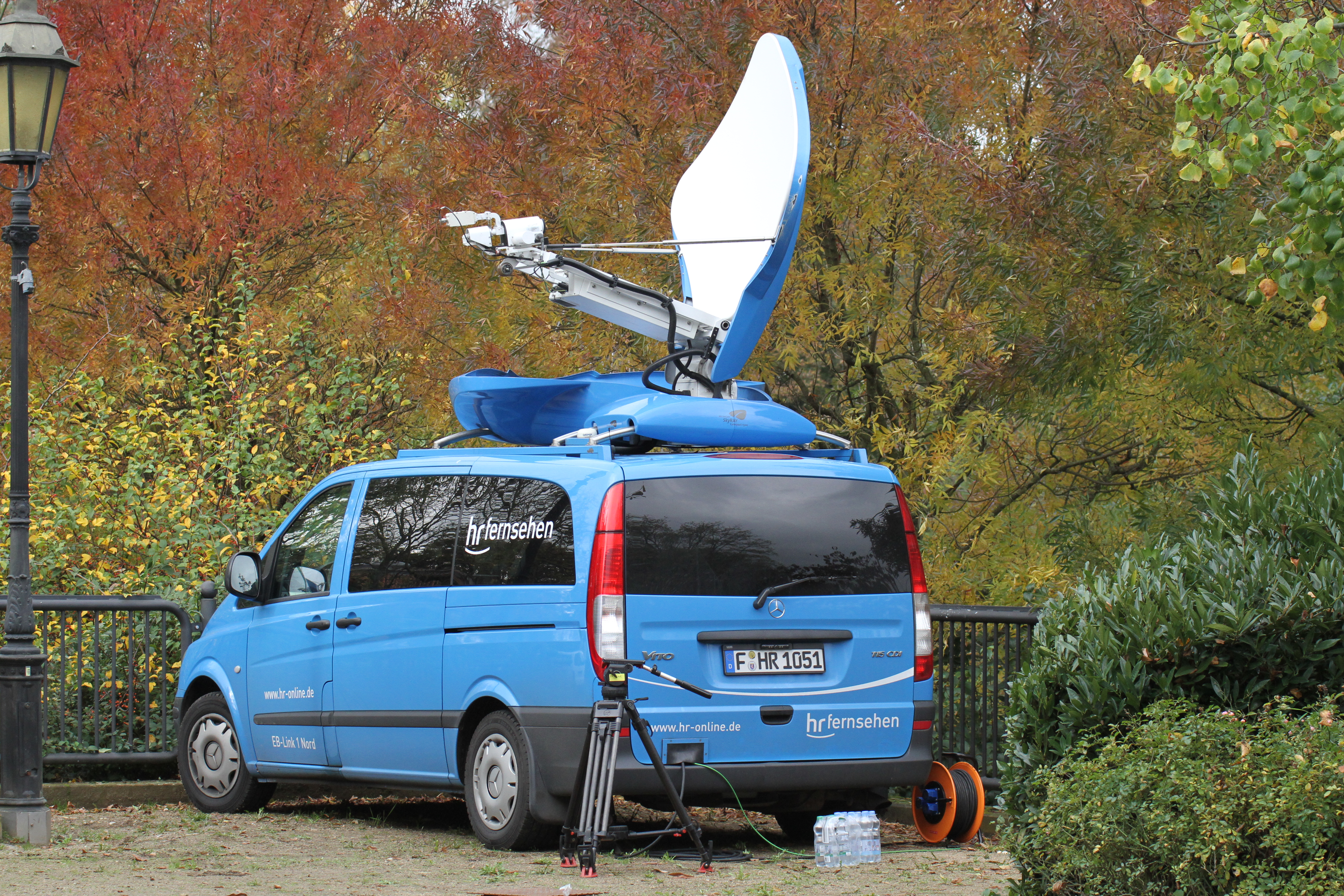
Vehicle mòbil amb una antena de tecnologia DSNG incorporada.

El DSNG, sigles de Digital Satellite News Gathering (en català, recopilació de notícies digitals per satèl·lit) és un sistema integrat a un vehicle mòbil amb antena incorporada que reb una senyal de vídeo i àudio d'una unitat mòbil o d'una càmera per tal d'enviar-la a un satèl·lit.
El vehicle mòbil amb la tecnologia DSNG integrada ha de ser col·locat en algun lloc que tingui connexió directa amb un determinat satèl·lit o repetidor i suficientment a prop també de la unitat mòbil o de la càmera d'origen per poder connectar l'àudio i el vídeo. Es pot alimentar amb una presa de corrent o amb un grup electrogen que sol portar incorporat.
També es pot utilitzar la DSNG com una unitat mòbil senzilla amb diverses càmeres per a connexions en directe, especialment per a programes informatius o per a programes d'entrevistes o debats (fàcils de realitzar).
Les notícies de televisió han canviat molt en les últimes dècades, i això es deu en gran part al descobriment de la tecnologia DSNG. Actualment, es pot accedir a esdeveniments i informes de tot el món, com guerres i desastres naturals, que es desenvolupen en temps real gràcies a aquest recurs. Això permet als reporters de notícies transmetre des d'ubicacions remotes, fora d'un estudi de televisió.

## Història
El descobriment de la ENG (captació electrònica de notícies) va començar amb la transició de passar d'utilitzar pel·lícula a usar vídeo a la dècada de 1970. Però des d'aleshores, la indústria de notícies de televisió ha abandonat els senyals de transmissió de vídeo i les analògiques terrestres, per passar als formats digitals i la tecnologia de satèl·lit.
Abans que la tecnologia digital estigués completament desenvolupada, les transmissions per satèl·lit s'enviaven a través de senyals analògics, que són essencialment senyals d'ona. Usant aquestes connexions de satèl·lit analògiques, les cadenes de notícies podien informar des d'ubicacions remotes, fet que va ser molt important especialment durant el conflicte de les Illes Falkland el 1982 i fins a la Guerra del Golf el 1990 i 1991.
No obstant això, la compressió de vídeo anava millorant. Finalment, en la dècada de 1990, els senyals de satèl·lit digitals es van posicionar per davant dels analògics. Les senyals digitals no són ones (com les analògiques), sinó un sistema binari: es tracta de senyals d' "encès" o "apagat", que també es poden enviar per transmissió de microones. Amb el temps, l'ús de les analògiques es va reduir del tot a mesura que els equips de notícies de la televisió van començar a utilitzar les digitals per als enllaços terrestres de microones i satèl·lits.
A causa que els EUA es concentren més en les notícies locals, Europa va ser la primera a fer la transició a DSNG. De fet, als EUA encara hi ha estacions locals que no l'utilitzen.

## Instal·lació
Per equipar vehicles d'aquestes unitats és necessari comptar amb un equip tècnic expert en enginyeria audiovisual. Hi ha algunes empreses destinades a instal·lar aquest tipus de material.

## Funcionament
El procés des que es capten les imatges fins que s'envien per satèl·lit és senzill.
Primer, es capta el vídeo i és tractat per l'equip de producció i continguts. Per tal que la seva transmissió sigui més senzilla, el vídeo s'ha de comprimir, així que passa a un codificador que comprimeix el material audiovisual en un format òptim per a la seva transmissió via satèl·lit (en imatge, els estàndards MPEG -2 i H.264; en so, DTS o Dolby). La seva compressió implica treure informació per facilitar que es transfereixi, i després tornar a agregar-en l'altre extrem. A més, el vídeo comprimit no requereix tanta potència com els senyals analògics, fet que també ho fa més barat.
Un cop el senyal està preparat per ser enviat, l'antena situada a la part superior del vehicle s'alinea amb el satèl·lit per aconseguir la millor qualitat possible d'enviament. Aquesta antena és mòbil i, durant els trasllats, sol estar protegida dins d'un compartiment destinat a aquest fi. Com passa amb les connexions ADSL i telefòniques, la connexió per satèl·lit pot transportar imatges, però també arxius de dades.

## Factors per a regular

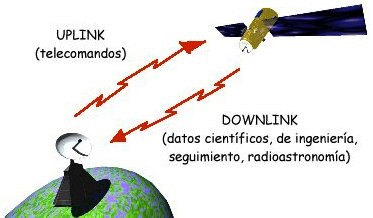
Esquema dels enllaços de telecomunicació (en castellà).

Hi ha alguns elements que cal tenir en consideració per a incloure'ls en el vehicle DSNG, així com cal decidir amb quanta freqüència s'inclouran. Els més importants són els següents:
- Potència d'enllaç.
- Tipus de modulació.
- Pèrdues atmosfèriques en l'Enllaç de telecomunicacions (tant en el de pujada com en el de baixada).
- Guany de satèl·lit.
- Guany d'enllaç de baixada.
- Soroll i interferència.

## Avantatges
El sistema DSNG aporta avantatges tant a les cadenes de televisió com als espectadors.
La funcionalitat DSNG pot ser aprofitada per les productores audiovisuals per enviar informació addicional o, fins i tot, obrir un canal de comunicació amb el client. A més, encara que pugui semblar un procés que necessita molt temps per executar-se, els professionals de l'audiovisual aconsegueixen que es pugui realitzar a temps real.
De cara al client, els anys d'experiència en la cobertura informativa i en esdeveniments audiovisuals capaciten a l'equip humà per saber com aconseguir que l'usuari no es perdi els angles més interessants en cada moment.
En definitiva, una unitat mòbil DSNG garanteix la màxima qualitat i eficàcia en qualsevol retransmissió causa del seu sistema de connexió per satèl·lit. Triar una unitat mòbil DSNG és apostar per la fiabilitat: una opció que proporciona una alta mobilitat i costos ajustats.